# Øvre Senegal og Niger
Øvre Senegal og Niger (fransk: Haut Sénégal et Niger) var en koloni i Fransk Vestafrika som blev dannet i 1904 af Senegambia og Niger. Niger blev et separat militærdistrikt i 1911 og en separat koloni i 1922. Øvre Volta blev fradelt i 1919, og de sidste områder blev omorganiseret som Fransk Sudan i 1920. Hovedstaden var Bamako.
12°38′45″N 7°59′32″V / 12.6458°N 7.9922°V